# North Ealing (London Underground)

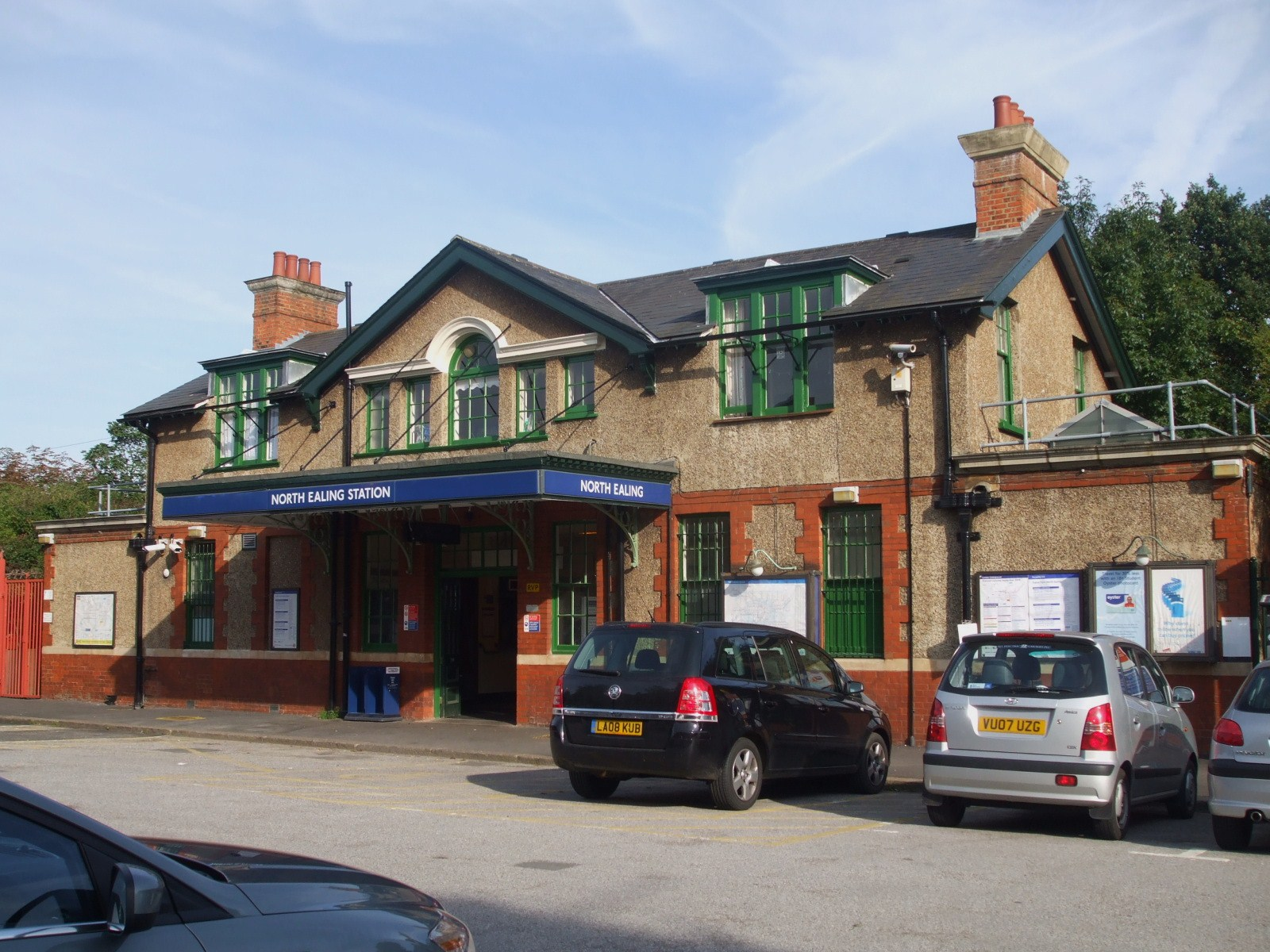
Stationsgebäude

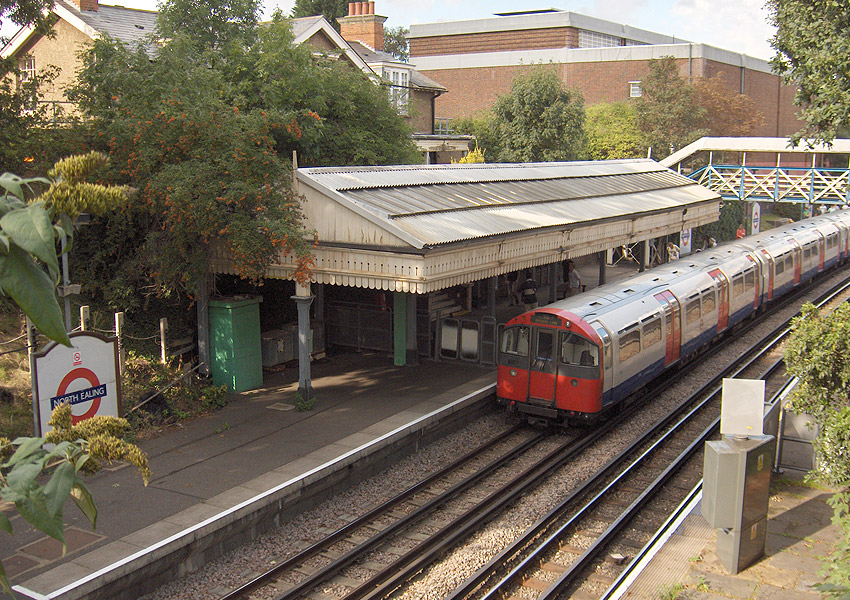
Bahnsteig mit Zug

North Ealing ist eine oberirdische Station der London Underground im Stadtbezirk London Borough of Ealing. Sie liegt in der Travelcard-Tarifzone 3 am Queens Drive. Im Jahr 2013 nutzten 0,86 Millionen Fahrgäste diese Station. Etwa 500 m weiter östlich befindet sich an derselben Straße die Station West Acton der Central Line.
Die Eröffnung der Station erfolgte am 23. Juni 1903 durch die Metropolitan District Railway (MDR; Vorgängergesellschaft der heutigen District Line), als Teil der neu gebauten Strecke zwischen Ealing Common und Park Royal & Twyford Abbey, die fünf Tage später bis South Harrow verlängert wurde. Diese neue Strecke war – zusammen mit den bereits bestehenden Gleisen zwischen Ealing Common und Acton Town – die erste elektrifizierte Unterpflasterbahn der Underground. Am 4. Juli 1932 wurde der Betrieb an die Piccadilly Line übertragen.
Das zweigeschossige Stationsgebäude besteht aus roten Ziegelsteinen und einem schwarzen Schieferdach. Es ist das einzige aus der Zeit der Nordwest-Expansion der MDR, das weitgehend im Originalzustand erhalten geblieben ist. Seit 2003 steht das Gebäude mitsamt der Fußgängerbrücke unter Denkmalschutz (Grade II).